# Wer mich liebet, der wird mein Wort halten, BWV 59

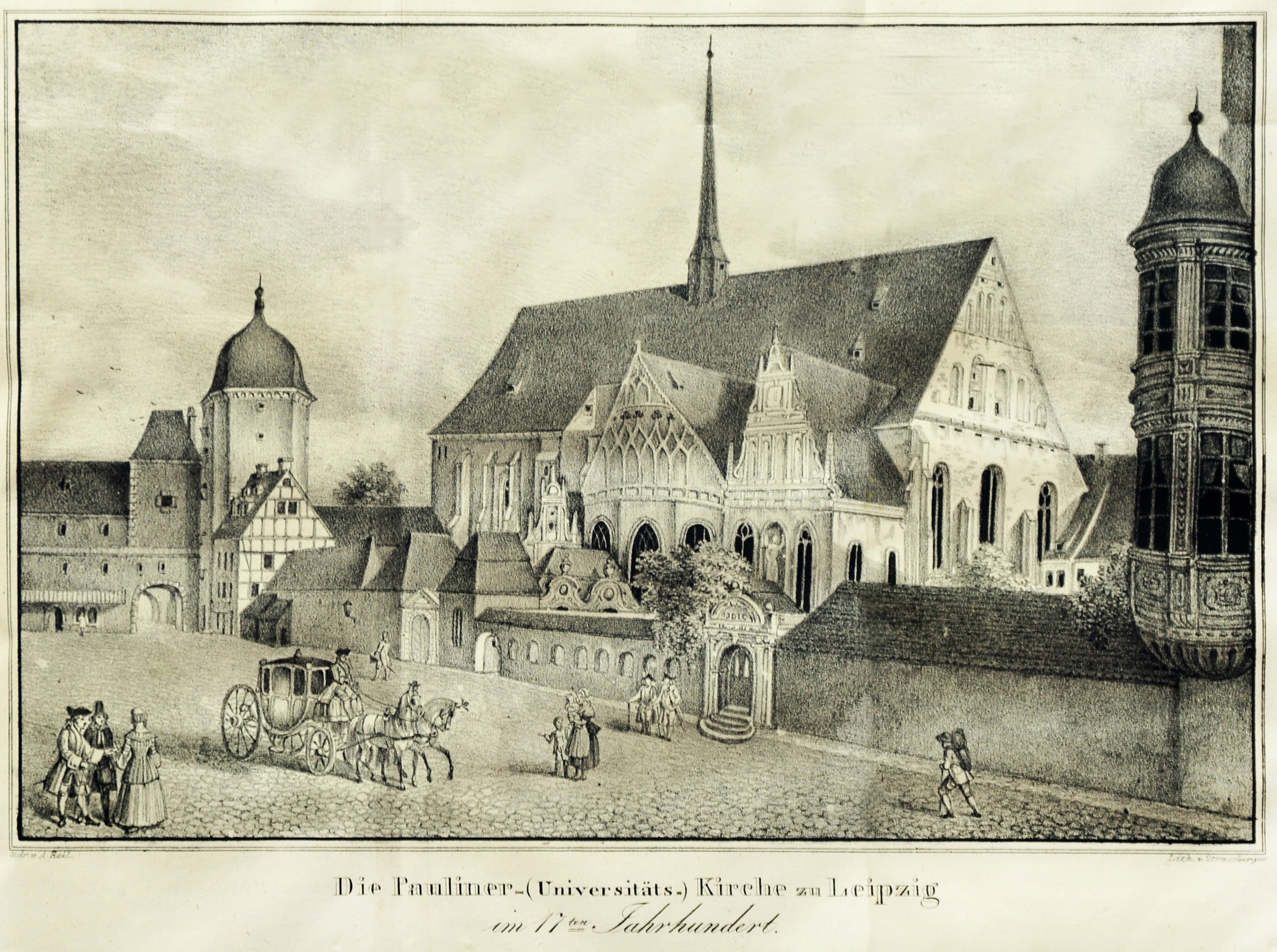
Paulinerkirche, Leipzig.

Wer mich liebet, der wird mein Wort halten, BWV 59 (Quien me ama, guardará mi palabra) es una cantata de iglesia escrita por Johann Sebastian Bach en Leipzig para el primer día de Pentecostés y estrenada presumiblemente el 28 de mayo de 1724. No obstante, es posible que se celebrara una interpretación previa el 16 de mayo de 1723 en Paulinerkirche, la iglesia de la Universidad de Leipzig.

## Historia
Bach compuso esta obra durante su tercer año como Thomaskantor en Leipzig para el primer día de la festividad de Pentecostés. La cantata fue interpretada por primera vez presumiblemente el 28 de mayo de 1724. La partitura data de 1723, pero las partes fueron escritas en 1724. La festividad de Pentecostés de 1723 tuvo lugar antes de que Bach empezara de forma oficial su periodo como Thomaskantor en Leipzig el primer domingo después de la Trinidad. Se ha discutido la posibilidad de que se celebrara una interpretación previa el 16 de mayo de 1723 en Paulinerkirche, la iglesia de la Universidad de Leipzig, como sugirió Arnold Schering.
Bach utilizó y extendió las partes de la cantata en Wer mich liebet, der wird mein Wort halten, BWV 74, para el día de Pentecostés de 1725.

## Análisis

### Texto
Las lecturas establecidas para ese día eran de los Hechos de los Apóstoles, la venida del Espíritu Santo (Hechos 2:1-13), y del evangelio según San Juan, Jesús anunciando en su discurso de despedida la futura venida del Espíritu Santo (Juan 14:23-31).
El texto se basa en una obra de Erdmann Neumeister, publicada en 1714. Bach solamente escribió cuatro movimiento de los siete de la poesía. La cantata empieza con el primer versículo del evangelio, que Bach ya había arreglado como recitativo de bajo antes para su cantata de Pentecostés Erschallet, ihr Lieder, erklinget, ihr Saiten!, BWV 172, compuesta en Weimar en 1714 sobre un texto de Salomon Franck. En el movimiento 2 el poeta alaba el gran amor de Dios. El movimiento 3 es la primera estrofa del himno para Pentecostés "Komm, Heiliger Geist, Herre Gott" de Martín Lutero, que solicita la venida del Espíritu Santo. En un aria de cierre poco habitual el poeta aborda el esperado mayor gozo en el cielo.

### Instrumentación
La obra está escrita para dos voces solistas (soprano y bajo), un coro a cuatro voces; dos trompetas, timbales, dos violines, viola y bajo continuo. El coro solamente interviene en el coral final. La orquestación es festiva, aunque en comparación con una orquesta festiva típica le falta una tercera trompeta y el viento madera.

### Estructura
Consta de cuatro movimientos.
1. Dúo (soprano, bajo): Wer mich liebet, der wird mein Wort halten
2. Recitativo (soprano): O was sind das vor Ehren
3. Coral: Komm, Heiliger Geist, Herre Gott
4. Aria (bajo): Die Welt mit allen Königreichen

El primer movimiento es un extenso dúo, que repite el texto cinco veces. Se divide en cuatro secciones, las voces se imitan entre sí, empleando diferentes intervalos y varias tonalidades. En la última sección cantan unidos en sextas paralelas. Los instrumentos empiezan con un breve preludio, que introduce un motivo que más tarde cantado sobre las palabras "Wer mich liebet" con un corto melisma en mich (yo). Este motivo empieza cada sección.
El movimiento 2 empieza como un recitativo con acompañamiento de cuerda, pero termina como un arioso con continuo en las líneas finales "Ach, daß doch, wie er wollte ihn auch ein jeder lieben sollte" (Ah, si como Él quiere, todos también lo amaran).
En el coral, dos violines tocan partes parcialmente independientes, logrando un sonido pleno.
El movimiento final es un aria con un violín obbligato. Los estudiosos han debatido acerca de si este final inusual para la cantata era la intención de Bach o si él había planeado concluir la obra con el quinto movimiento de Neumeister, otro coral. John Eliot Gardiner eligió repetir el coral, interpretando su tercera estrofa.

## Discografía selecta
De esta pieza se han realizado una serie de grabaciones entre las que destacan las siguientes.
- 1959 – Bach Made in Germany Vol. 2 Cantatas II. Kurt Thomas, Thomanerchor, Gewandhausorchester, Agnes Giebel, Theo Adam (Eterna)
- 1967 – J.S. Bach: Cantatas Nr. 27, 118, 158, 59. Jaap Schröder, Amsterdamer Kantorei, Concerto Amsterdam, Rotraud Hansmann, Max van Egmond (Telefunken)
- 1976 – J.S. Bach: Das Kantatenwerk Vol. 3. Nikolaus Harnoncourt, Tölzer Knabenchor, Concentus Musicus Wien, solista del Wiener Sängerknaben, Ruud van der Meer (Teldec)
- 1977 – Die Bach Kantate Vol. 35. Helmuth Rilling, Gächinger Kantorei, Bach-Collegium Stuttgart, Arleen Augér, Niklaus Tüller (Hänssler)
- 1997 – J.S. Bach: Complete Cantatas Vol. 6. Ton Koopman, Amsterdam Baroque Orchestra & Choir, Ruth Ziesak, Klaus Mertens (Antoine Marchand)